# Plumularia mutabilis
Plumularia mutabilis är ett nässeldjur som beskrevs av John Fraser 1948. Plumularia mutabilis ingår i släktet Plumularia, och familjen Plumulariidae. Inga underarter finns listade.